# 오스트레일리아의 지역 관계

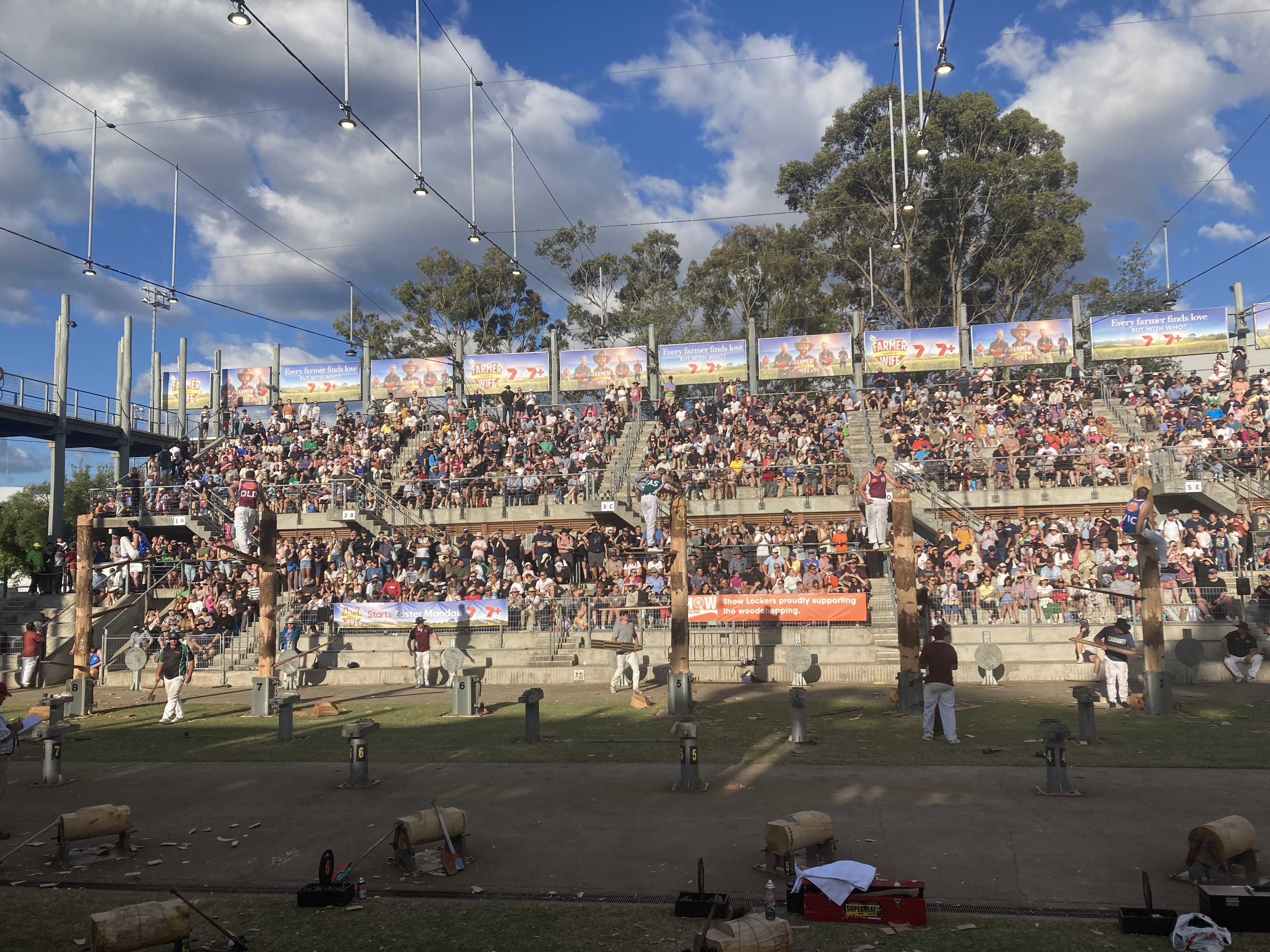
2023년 시드니 로열 이스터 쇼의 목판화 대회. 뉴사우스웨일즈, 빅토리아, 퀸즐랜드, 태즈메이니아 출신의 도끼꾼.

오스트레일리아의 지역 관계는 오스트레일리아의 각 도시나 지역 간에 존재하는 경쟁 관계 또는 라이벌 의식 등을 다룬다. 가장 널리 알려진 것은 시드니와 멜버른의 라이벌 관계이다. 오스트레일리아의 지역 관계는 벨기에나 스페인, 이탈리아 등과 같이 지역 문제가 정치적 문제 또는 사회적 차별 문제로 연결되어 심각한 양상인 것과 달리 선의의 경쟁 의식 또는 조크에 가깝다.

## 멜버른과 시드니
멜버른과 시드니는 오스트레일리아에서 가장 잘 알려진 양대 라이벌 도시이다.

### 수도 결정
오스트레일리아가 연방 국가가 된 1901년 당시 멜버른은 당시 가장 큰 도시였고(현재는 시드니), 시드니는 오스트레일리아에서 가장 오래된 도시였다. 연방의 수도를 결정하는 문제에서 양 도시 간의 힘겨루기 때문에 새 수도는 쉽게 결정되지 못하고 있다가, 멜버른이 잠정적으로 수도를 맡게 되었다. 또한 항구적인 수도는 빅토리아 주(멜버른이 속한 주)보다 뉴사우스웨일스 주(시드니가 속한 주)에 가까운 머리강 북쪽에 건설하되, 최소 시드니에서 100마일(160킬로미터) 이상 떨어져야 한다는 규정이 만들어졌다. 이 규정에 따라 새로 건설된 도시가 캔버라이다. 멜버른은 1901년부터 1927년까지 캔버라의 오스트레일리아 의회의사당이 완공되어 개회될 때까지 임시 수도가 되었다. 그러나 여러 가지 연방 정부의 기관들은 캔버라가 수도가 된 1927년 이후에도 계속해서 멜버른 또는 시드니 중의 한 도시에 위치하면서 업무를 계속했다. 1950년대 들어 공공기관의 캔버라 이주가 시작되었고, 마침내 1980년 최고 법원이 멜버른에서 캔버라로 옮겨오면서 정부 기관의 캔버라 이주가 완료되었다.

### 자유무역과 보호주의
연방 성립 이전까지 오스트레일리아에서는 각자 다른 식민지 간의 차이와 경쟁 관계가 확연했다. 특히 인구나 영향력 면에서 가장 강력한 곳이었던 빅토리아와 뉴사우스웨일스 간에는 무역 문제를 놓고 경쟁 관계에 있었다. 그들은 각각 국가가 그들 주의 무역 모델을 따라야 한다고 생각했다. 빅토리아는 다른 식민지에서 빅토리아로 들어오는 물품에 대해 관세를 부과하고 자신들의 주에서 만든 상품을 보호하는 보호무역주의를 채택하고 있었고, 이에 비해 뉴사우스웨일스는 관세 없는 자유무역주의를 채택하고 있었다. 양자 간의 의견 불일치로 연방의 성립은 진전이 더디었다. 마침내, 양 식민지는 식민지 간의 무역은 무관세로 하되, 해외에서 들어오는 물품에는 관세를 부과하기로(영국이나 영연방의 다른 국가및 식민지로부터) 합의하였다.

### 스포츠
오스트레일리아식 풋볼(Australian rules football)은 전통적으로 멜버른에 근거지를 두고 있는 반면, 럭비 리그는 시드니에서 가장 인기가 많다. 주와 도시를 떠나 이 두 스포츠는 오스트레일리아 전역에서 인기가 많지만, 양 스포츠는 양 도시에 상징적인 것이어서 양측 도시에서만큼은 다른 쪽의 스포츠를 쉽게 받아들이지 않는다.

### 여러 가지 비교
시드니 항과 시드니 오페라 하우스는 국제적으로 인정받는 오스트레일리아의 상징적 조형물들이다. 시드니 항은 세계 최고의 미항으로 불리기도 하며, 오스트레일리아 준비은행과 주식 시장을 보유한 금융의 중심지이기도 하다. 또한 420만의 인구를 보유한 오스트레일리아 최대의 도시이다. 멜버른은 370만의 인구를 보유하고 있으며, 미술, 문화, 스포츠의 중심지이다.
양 도시는 모두 하계 올림픽을 개최한 경험을 갖고 있다. 멜버른은 1956년 하계 올림픽, 시드니는 2000년 하계 올림픽을 개최한 도시이다. 멜버른은 멜버른 컵, 오스트레일리아 오픈, 그랑프리 등 대규모 스포츠 행사의 개최지이며, 오스트레일리아에서 가장 큰 상업용 빌딩(251m 크기의 리알토 타워), 주거 타워 (유레카 타워 297m), 호텔(크라운 타워 152m) 등의 건물을 보유하고 있다.

## 뉴사우스웨일스와 퀸즐랜드
뉴사우스웨일스와 퀸즐랜드 간의 경쟁관계는 100년 이상의 역사가 있는데, 뉴사우스웨일즈가 오랜 역사를 가진 옛 식민지, 퀸즐랜드는 가난한 사촌 정도로 인식되는 데에 대한 반발 의식에서 비롯된다. 뉴사우스웨일스인들은 보통 그들의 세금이 연방을 통해 퀸즐랜드를 보조하는 데 쓰이는 데에 대해 마뜩잖게 생각한다.
이러한 대립 의식은 스포츠를 통해 자주 표출되는데, 퀸즐랜드인들은 자주 출신의 스포츠 선수들이 좀 더 부유한 뉴사우스웨일스 클럽으로 옮겨가는 데 대해 불만을 표시한다. 결국 이 선수들은 주별 대항 스포츠경기에서 고향의 선수들과 싸우는 형국이 된다. 이에 대한 해결책으로 럭비 리그에서는 퀸즐랜드 선수들이 소속 팀이 아니라 출신 지역에 따라 고향 팀에서 싸울 수 있도록 룰을 만들었다.

## 태즈메이니아와 오스트레일리아 본토
오스트레일리아 본토인들은 종종 태즈메이니아인들을 농담의 소재로 삼곤 한다. 이러한 조크는 태즈메이니아가 오스트레일리아 본토에서 격리된 섬이라는 점과 그에 따른 변방 의식 때문인데, 실제로는 태즈메이니아의 인구는 노던 준주의 대표 도시인 다윈이나 오스트레일리아의 수도인 캔버라보다 많다. 또한 태즈메이니아는 노던 준주의 대표 도시인 다윈이나 웨스턴오스트레일리아의 대표 도시 퍼스보다 멀지 않다. 오스트레일리아 본토인들은 태즈메이니아를 종종 "해외"라고 놀리지만, 태즈메이니아인은 이에 대해 오스트레일리아 본토를 "북쪽 섬"이라고 맞받아친다. 실제로 태즈메이니아 주소로 보낸 우편물이 아프리카에 위치한 탄자니아로 배달되는 사고도 있었다고 한다.

## 웨스턴오스트레일리아와 기타 지역
웨스턴오스트레일리아는 오스트레일리아에서 가장 큰 면적을 가진 주이다.